# Ysidro Valladares Sánchez
Ysidro Valladares Sánchez fue un médico y científico español, que nació en la ciudad de México el 4 de mayo de 1927. Fue doctor en Medicina por la Universidad Nacional Autónoma de México (UNAM) (1952) y la Universidad de Madrid (1957) y especialista en enfermedades del aparato circulatorio. En 1971 fue nombrado Profesor de Investigación del Consejo Superior de Investigaciones Científicas (CSIC). Miembro correspondiente de la Real Academia Nacional de Medicina y vicepresidente de la Asociación Española de Cine e Imagen Científicos (ASECIC) desde 1980.

## Trayectoria
Trabajó como ayudante médico en el Servicio de Cancerología del Hospital General de México, en el último año de la carrera de Medicina y durante la época de "pasante" para la preparación de tesis y obtención del título de médico (1951 a mayo de 1953). 
Fue ayudante médico en el Instituto de Patología Médica, de medicina interna y endocrinología, en el Hospital Provincial de Madrid (julio 1953-1956), becado del CSIC y el Hospital Cantonal de Zürich en 1957. Trabajó como ayudante clínico en el Instituto Nacional de Cardiología, en el Servicio del Dr. Luis Pescador (1955-57 y 1959-61), lo que le permitió obtener el título de Médico Especialista en Aparato Circulatorio.
Durante 32 años fue fundador y jefe del Departamento de Biología y Bioquímica del Cáncer, y luego director del centro coordinado “Bioquímica Oncológica” del Consejo Superior de Investigaciones Científicas (CSIC) en el Instituto Nacional de Oncología de Madrid (INO) (1963-1995). Obtuvo el Premio Santiago Ramón y Cajal del Consejo Superior de Investigaciones Científicas (CSIC) en 1960. Se le concedió la Beca Internacional del Cáncer “Eleanor Roosevelt”, de la Unión Internacional Contra el Cáncer en 1962. Recibió el Premio Biosca de Investigación sobre el Cáncer de la Asociación Española Contra el Cáncer (AECC) en 1979. Fue fundador (1979) y diez años presidente de la Asociación Española de Investigación sobre el Cáncer (ASEICA). Miembro fundador de la Sociedad Española de Oncología (SEO) (1970), Sociedad Española de Virología (1986) y Federación de Sociedades Españolas de Oncología (FESEO) (1986). Fue el director de la Revista Española de Oncología entre 1973 y 1985. Estuvo como asesor de Investigación Oncológica de la Dirección General de Sanidad desde 1964, y como miembro de la Comisión Asesora del Plan Nacional de Prevención y Control del Cáncer del Ministerio de Sanidad y Consumo desde 1986.
En 1980 fue elegido y reconocido como miembro activo de la Academia de Ciencias de Nueva York, y en 1981 fue incluido en el Who's who of intellectuals por el International Biographical Center de Cambridge, Inglaterra.

## Labor realizada
Realizó trabajos de investigación científica durante 45 años (1951-1995) en los siguientes lugares:
- En oncología experimental y clínica en el Servicio de Cancerología, Hospital General, México, D.F., (1951 a mayo de 1953).
- En bioquímica y genética en el Laboratorio de Radiobiología (Strahlenbiologisches Laboratorium), Hospital Cantonal de Zürich, Suiza (1957-58).
- En bioquímica y virología en el “M. D. Anderson and Tumor Research Institute” y en la “Baylor University College of Medicine” de Houston (Texas, USA, 1962-63). Anecdóticamente, la ayuda de investigación internacional "Eleanor Roosevelt" cubrió íntegramente los gastos del viaje y estancia acompañado de esposa y cinco hijos.
- Investigó diferentes aspectos de la biología, bioquímica, virología e inmunología relacionados con la etiopatogenia del cáncer en Madrid (con un permiso de ausencia en Suiza, 1957-58), primero en el Instituto de Metabolismo y Nutrición y luego en el Instituto Nacional de Oncología y el Consejo Superior de Investigaciones Científicas.

Ha publicado más de un centenar de trabajos científicos.
Ha participado en 35 congresos y reuniones nacionales y en 47 congresos y reuniones internacionales, en calidad de ponente invitado, presidente de sesiones o miembro del comité de honor en 30 de los nacionales y en 17 de los internacionales (presidente en Japón, 1966, Canadá 1973, Checoslovaquia 1976, Argentina 1981, Colombia 1981, Chile, 1981 y España 1982, 1985, 1989). 
Ha dirigido 11 tesis doctorales. 
Ha participado como profesor en 44 cursos para posgraduados. Ha dictado 61 conferencias en España, 15 en México, 8 en Canadá, 8 en Estados Unidos, 5 en Polonia, 4 en Suiza, 3 en Rumania, 2 en Hungría, 2 en Argentina, y 1 en Austria, Finlandia y Chile.
En el año 2007, se publica en dos tomos su opera magna Historia natural del cáncer. Causas; Procesos; Manifestaciones. Se trata probablemente de uno de los libros más completos sobre el cáncer jamás escritos, recopilación ordenada del conocimiento científico acumulado a lo largo de décadas.

### Resultados de las investigaciones
Ha realizado investigaciones pioneras sobre seguimiento de la respuesta inmunológica humoral en el curso vital de ratones de cepa ínsita SWR y AKR (1958) (1); aislamiento del primer virus politumoral de tipo ADN (1958) (1); actividad cancerígena del ADN de células cancerosas y virus oncogénicos (transfección) (1958, 1959, 1965, 1967) (1, 2, 3, 4) (Ver "Apéndice"); primera transformación vírica in vitro y establecimiento de la línea celular transformada (1958) (1); descripción del proceso de transcripción inversa (1966) (5) (Ver "Apéndice"); incorporación del genoma vírico a las células (1968-70) (6, 7, 8): conversión mutua entre virus de tipo ADN y ARN (1974) (9); transcripción de ADN exógeno (1979) (10) y efecto sobre la producción de informosomas (1977) (11), ribosomas (1977) (12) y antígenos específicos (1982) (13); aislamiento de anticuerpos oncoespecíficos y oncoasociados de las células cancerosas (1982) (14, 15. 16); y efectos inductores de los oligonuclótidos de ARN mensajero (1983) (17). La importancia del hallazgo de que el ARN puede ser transcrito a ADN por una enzima (la transcriptasa inversa) fue tal que, en 1975, David Baltimore (* Nueva York, 7 de marzo de 1938) obtuvo el Premio Nobel de Fisiología o medicina

## Obra publicada
1. Valladares Y. Biological properties of nucleoproteins obtained from cancerous tissues. Fourth International Congress of Biochemistry, Vienna, Austria, 1958. Medicina 1958; 26(Suppl.):1-47.
2. Valladares Y. Leucemia producida por el ácido desoxirribonucleico obtenido del cáncer ascítico de Ehrlich. Leucemia desoxirribonucleica. Rev Esp Oncología 1959; 8:109-120.
3. Valladares Y. Leucemia, policitemia vera y cánceres experimentales. Sangre 1965; 10:14-56.
4. Valladares Y. Cancerigenic viruses neoformed in in vitro cultured cells starting on DNA from human cancer cells. Med Pharmacol Exp 1967; 16:311-324.
5. Valladares Y. Cell autoradiography and biochemistry studies of cancerigenic viral infections. In: Nucleic acid metabolism, cell differentiation and cancer growth (Proc. Second International Symp for Cellular Chemistry, Ohtsu, Japan, 1966) (EV Cowdry, S Seno, eds.). Oxford, Pergamon Press, 1969; 401-420.
6. Valladares Y, Álvarez Y. Molecular biology of carcinogenesis. I. Studies about the complementarity of cell nucleic acids. Med Exp 1968; 18:255-270.
7. Valladares Y, Álvarez Y, Tabarés E, Pintado T. Molecular biology of carcinogenesis. II. Complementarity between cell and virus nucleic acids in viral , carcinogenesis. Med Exp 1968; 18:271-281.
8. Valladares Y, Álvarez Y, Tabarés E, Pintado T. Molecular biology of carcinogenesis. III. Relations between the two strands of the DNA, the normal cell mRNA and the mRNA from virus-transformed cells, proving the existen of a genetic nstrand (iDNA) in dúplex DNA. Med Exp 1968; 18:283-298.
9. Valladares Y, Álvarez Y. Evolution of the carcinogenic virogenetic code. Microbios 1974; 11:87-103.
10. Álvarez-Rodríguez Y, Borja G, Valladares Y, Álvarez.Noves J, Die R. Exogenous DNA transcription in cells with their native DNA inhibited. I. DNA incorporation to homologous and heterologous cells. Cytobios 1979; 24:47-66.
11. Die R, Valladares Y, Álvarez Y, Álvarez-Noves J. Exogenous DNA transcription in cells with their native DNA inhibited. II. Informosomes produced under the effect of exogenous DNA. Rev Esp Oncología 1977; 24:31-41.
12. López Burillo S, Valladares Y, Álvarez Rodríguez Y, Álvarez Noves J. Exogenous DNA transcription in cells with their native DNA inhibited. III. Ribosomal changes induced by exogenous DNA. Rev Esp Oncología 1977; 24:287-294.
13. Álvarez-Rodríguez Y, Álvarez-Noves J, Valladares Y. Exogenous DNA transcription in cells with their native DNA inhibited. 4. Demonstration of specific antigens codified by exogenous DNA. Cytrobios 1982; 34:191-206.
14. Valladares Y. Inmunoterapia específica del cáncer. Anales de la Real Academia Nacional de Medicina 1982; 99:109-146.
15. del Pozo AM, Valladares Y, Álvarez Rodríguez Y, Álvarez Noves J. Método de aislamiento de antígenos cancerosos y específicos. Rev Esp Oncología 1982; 29:675-684.
16. del Pozo AM, Valladares Y, Álvarez Rodríguez Y, Álvarez Noves J. Inmunogenicidad de los antígenos cancerosos asociados y específicos. Rev Esp Oncología 1982; 29:685-700
17. Valladares Y, Álvarez Y. Cinética celular cancerosa y diferenciación a nivel molecular. Rev Esp Oncología 1983; 20:101-182.
18. Historia natural del cáncer. Causas; Procesos; Manifestaciones, ed. Rescate, Madrid, 2007.